# Olaria Atlético Clube
El Olaria Atlético Clube es un equipo de fútbol de Brasil que juega en el Campeonato Carioca Segunda División, la segunda categoría del estado de Río de Janeiro. Además llegó a jugar en el Campeonato Brasileño de Serie A, la máxima categoría del fútbol brasileño.

## Historia
Fue fundado el 1 de julio de 1915 en el municipio de Olaria del estado de Río de Janeiro con el nombre Japonés Futebol Clube como un club multideportivo con secciones en fútbol sala, karate, judo, baloncesto y natación. Es uno de los equipos más pequeños del estado de Río de Janeiro que todavía continua en actividad.
En 1920 cambian su nombre a su denominación actual con el fin de atraer aficionados y en 1932 participa por primera vez en el Campeonato Carioca, donde lograría el subcampeonato al año siguiente. En 1960 ganaría el Torneo Inicio por primera vez derrotando en la final al CR Vasco da Gama, pero los mejores años del club llegaron en la década de los años 1970.
En 1973 el club participa por primera vez en el Campeonato Brasileño de Serie A, conocido en esos años como Campeonato Nacional de Clubes donde sería eliminado en la primera ronda al finalizar en el lugar 31 de la clasificación general entre 40 equipos. Al año siguiente el club regresa al Brasileirao corriendo con la misma suerte de la vez anterior, siendo eliminado en la primera ronda al quedar en el lugar 13 de su grupo finalizando en el lugar 29 de la clasificación general entre 40 equipos.
Los años 1980 no fueron nada malos para el club luego de que en 1981 ganaran su primer título nacional luego de ganar el Campeonato Brasileño de Serie C, antes llamada Taça de Bronze, aunque no logró el ascenso al Campeonato Brasileño de Serie B.

## Palmarés

### Nacional
- Campeonato Brasileño de Serie C: 1

1981

### Estatal
- Campeonato Carioca Segunda División: 4

1931, 1938, 1980, 1983
- Trofeo Moisés Mathias de Andrade: 1

2010
- Trofeo Washington Rodrigues: 1

2011
- Torneo Integración de Río de Janeiro: 1

1977
- Torneo Inicio RJ: 1

1960
- Campeonato Carioca ACSA: 1

1919
- Torneo Almir Gonçalves Salime: 1

1968
- Torneo Fernando Rufino: 1

1968
- Copa Alfredo Curvelo: 1

1980
- Taça Corcovado: 1

2022

### Otros Trofeos
- Trofeo Virgen de la Palma: 1

1995

## Jugadores

### Jugadores destacados
- Aleílson
- Antônio Lopes
- Castilho
- Cássio
- Charles Guerreiro
- Darci
- Garrincha
- Jair Pereira
- Joel Santana
- Rocha
- Marco "Mehmet" Aurélio
- Miguel
- Pedrinho
- Siston
- Robert
- Romário
- Ubirajara Alcântara
- Gonzalo Gil
- Nicolás Villafañe
- Christian Ovelar

## Entrenadores
- Hamilton Oliveira (?–diciembre de 2009)[10]
- Dé Aranha (diciembre de 2009–?)[10]
- Acácio (noviembre de 2011–enero de 2012)[11][12]
- Hamilton Babu (interino- enero de 2012–?)[12]
- Ronald (enero de 2015–?)[13]
- Ligeirinho (?–marzo de 2016)[14]
- Fernando Santos (marzo de 2016–?)[14]
- Israel Ferreira (marzo de 2019–julio de 2019)[15][16]
- Ivan da Silva (interino- julio de 2019–agosto de 2019)[16]
- Mazolinha (agosto de 2019–?)[17]
- Jairo Francisco (?–agosto de 2020)[18]
- Cleimar Rocha (agosto de 2020)[18][19][20]
- Jairo Francisco (interino- agosto de 2020–septiembre de 2020)[20][21]
- Fernando Santos (interino- septiembre de 2020–octubre de 2020)[22][21]
- Palinha (octubre de 2020–agosto de 2023)[23][24]
- Léo Pimentel (interino- diciembre de 2024–febrero de 2025)[3]
- Marcus Alexandre (febrero de 2025–presente)[3]

### Entrenadores destacados
- Antônio Lopes
- Dé "Aranha"
- Paulinho de Almeida
- Renê Simões
- Tita

## Galería

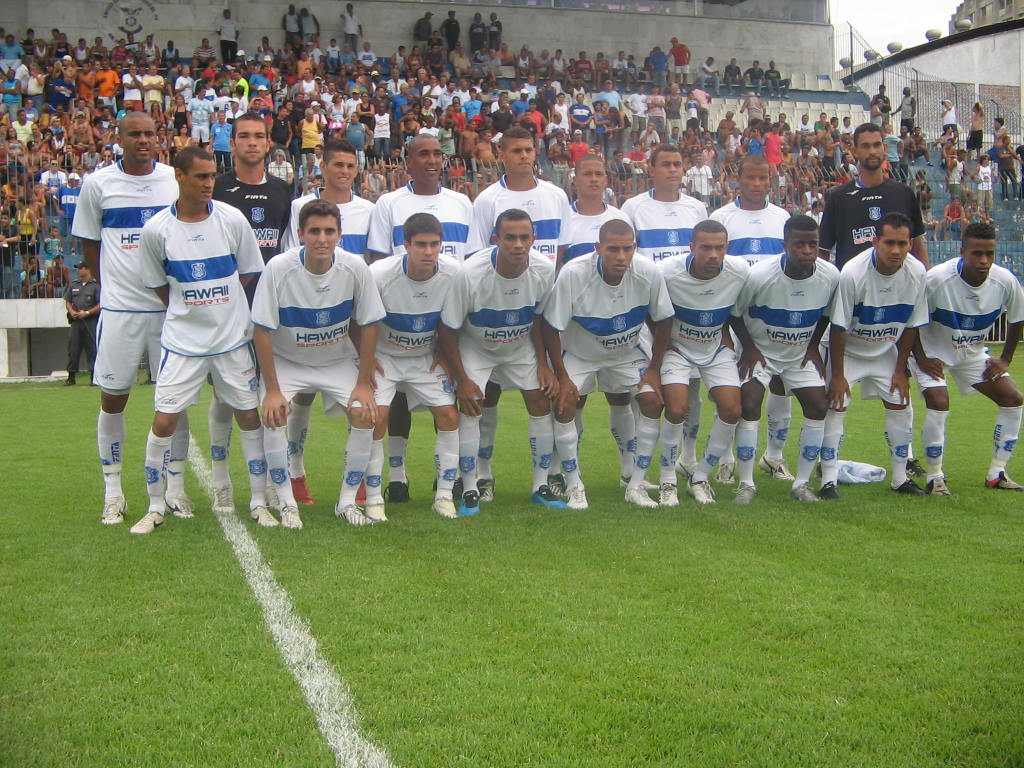
Equipo 2009
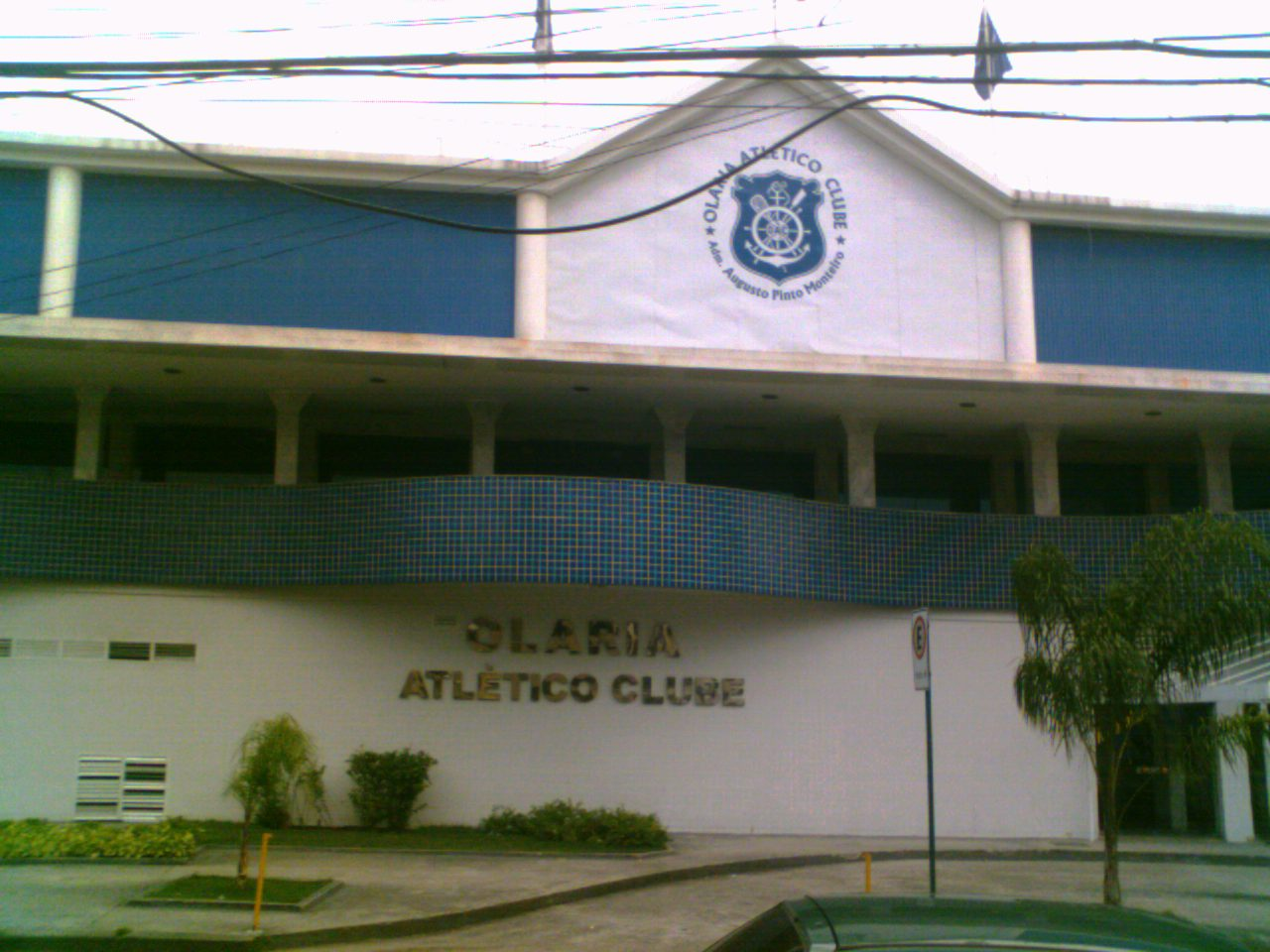
Fachada de la Sede del Olaria A.C.
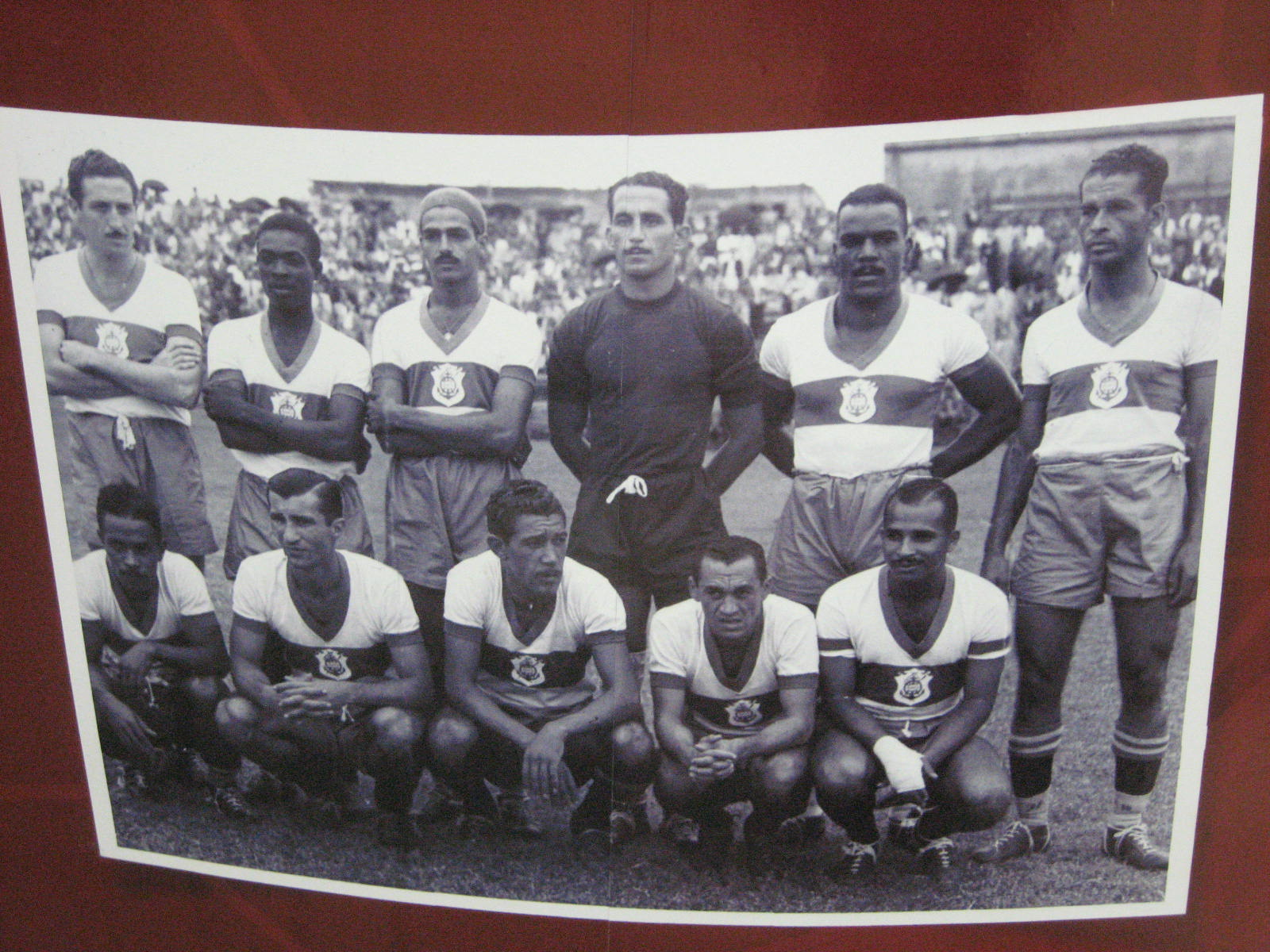
Equipo en los Años 1950
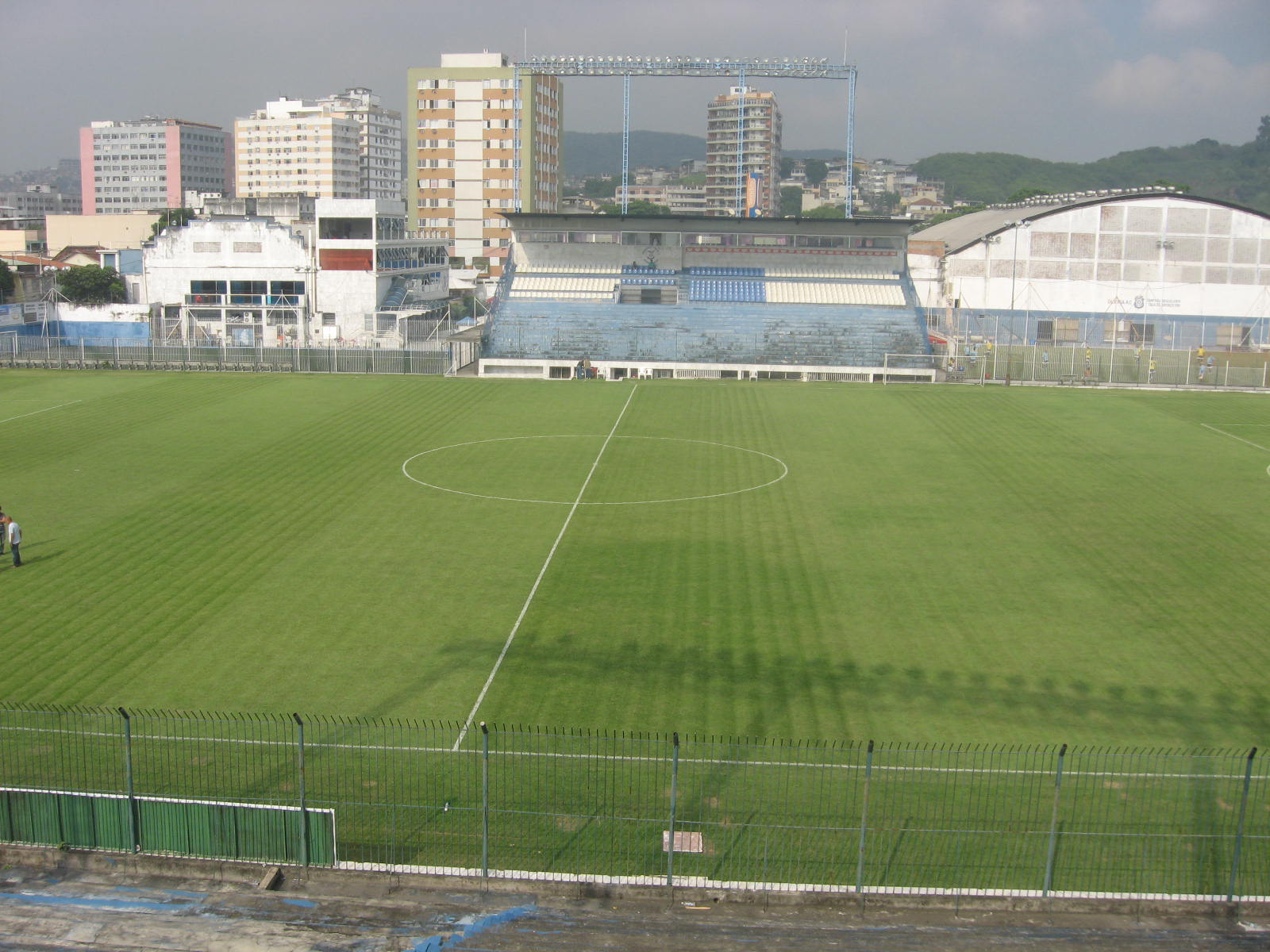
Estádio da Rua Bariri